# Pagaziano (vescovo di Novara)
Pagaziano di Novara (... – Comacchio, ...; fl. V-VI secolo) è stato vescovo di Novara e probabilmente anche di Comacchio.

## Biografia
Pagaziano iniziò la propria carriera ecclesiastica in Novara, venendo eletto vescovo nel 489 circa, alla morte del suo predecessore, Vittore. Egli si trasferì probabilmente attorno al 503-504 a Comacchio per fondare la nuova diocesi sita in quel luogo. Non si hanno notizie circa la data della sua morte.